# Carving an Icon
Carving an Icon es el álbum debut de la banda de metal gótico noruega Viper Solfa, lanzado bajo la etiqueta alemana Massacre Records, el 20 de febrero de 2015. 
El disco cuenta con la colaboración de Vibeke Stene (conocida por su trabajo con Tristania) en la composición de "Whispers and Storms".

## Historia
Casi un año después de haberse conformado Viper Solfa en Kristiansand, Noruega,  la banda firmó un contrato con el sello independiente alemán Massacre Records en 2014,  luego de componer y ensayar varias canciones.
Las sesiones de grabación tuvieron lugar entre mayo y julio de 2014 en el Transient Lab (en su mayor parte), el Strand Studio en Oslo, Noruega y varias pistas vocales se registraron en el Spacemachine Studio. Las grabaciones y la mezcla finalizaron en el Sound Suite Studio en Marsella, Francia con el productor Terje Refsnes, quien previamente había trabajado con agrupaciones de géneros similares como Tristania, Sirenia y Carpathian Forest entre muchas. Carving an Icon finalmente fue lanzado el 20 de febrero de 2015.
El arte de la portada fue realizado por el reconocido diseñador gráfico brasileño Marcelo Vasco, creador de las portadas de algunas bandas como Machine Head, Dimmu Borgir y Borknagar.

## Lista de canciones
| N.º | Título                | Letras                               | Música      | Duración |  |
| 1.  | «Deranged»            | Morfeus, Sphinx, Ronny Thorsen       | Viper Solfa | 4:47     |  |
| 2.  | «Funeral of Kings»    | Morfeus, Sphinx, Ronny Thorsen       | Viper Solfa | 5:43     |  |
| 3.  | «Carving an Icon»     | Morfeus, Sphinx, Ronny Thorsen       | Viper Solfa | 4:42     |  |
| 4.  | «The Toxic Thousands» | Morfeus, Sphinx, Ronny Thorsen       | Viper Solfa | 4:50     |  |
| 5.  | «Vulture Kingdom»     | Morfeus, Sphinx, Ronny Thorsen       | Viper Solfa | 5:03     |  |
| 6.  | «Call For Silence»    | Morfeus, Sphinx, Ronny Thorsen       | Viper Solfa | 5:40     |  |
| 7.  | «War of Zion»         | Morfeus, Sphinx, Ronny Thorsen       | Viper Solfa | 4:31     |  |
| 8.  | «The Viper Legion»    | Morfeus, Sphinx, Ronny Thorsen       | Viper Solfa | 4:32     |  |
| 9.  | «Whispers and Storms» | Morfeus, Vibeke Stene, Ronny Thorsen | Viper Solfa | 5:01     |  |
| 10. | «Shahanshah»          | Morfeus, Sphinx, Ronny Thorsen       | Viper Solfa | 7:03     |  |

## Personal

### Viper Solfa
- Ronny Thorsen - Vocales
- Miriam Elisabeth  Renvåg "Sphinx"  - Vocales
- Krister Dreyer "Morfeus" - Guitarras,  teclados, orquestaciones
- Endre Moe "Mr. Moe" -  Bajo
- Bjørn Dugstad Rønnow – Batería

### Producción e ingeniería
- Terje Refsnes - productor, ingeniero
- Marius Strand	- mezcla, masterización
- Marcelo Vasco	- arte de cubierta, diseño